# Knopperdisk
Knopperdisk és una distribució de Linux especialment dissenyada per a memòries USB i disquets. Està desenvolupada als Països Baixos, i destaca per ser un sistema mínim, ja que només fa servir una línia de comandos encara que per a la versió per a memòries USB conté més paquets de programari instal·lats. A pesar de la semblança de nom amb Knoppix, es basa en Gentoo Linux.